# Mimosa hystricina
Mimosa hystricina là một loài thực vật có hoa trong họ Đậu. Loài này được (Small ex Britton & Rose) B.L. Turner miêu tả khoa học đầu tiên năm 1994.